# Lijst van burgemeesters van Medemblik
Dit is een lijst van burgemeesters van de Nederlandse gemeente Medemblik in de provincie Noord-Holland. Op 1 januari 2007 werd het grondgebied van de gemeente Medemblik als gevolg van een gemeentelijke herindeling uitgebreid. Daarvoor bestond de gemeente alleen uit de stad Medemblik. Op 1 januari 2011 werd het grondgebied van de gemeente door een nieuwe gemeentelijke herindeling nogmaals uitgebreid.
| Ambtsperiode | Naam burgemeester                      | Partij of stroming | Bijzonderheden                                   |
| ------------ | -------------------------------------- | ------------------ | ------------------------------------------------ |
| 1707 - 1707  | Ewoudt van der Wolff                   |                    |                                                  |
| 1790 - ??    | Frans (F.) Pont (-1808)                |                    |                                                  |
| 1812 - 1839  | mr. Pieter (P.) Pont (1781-1846)       |                    | maire, na 1813 burgemeester; zoon van Frans Pont |
| 1839 - 1870  | Claas (C.) Gerdenier (1802-1870)       |                    | schoonzoon van Pieter Pont                       |
| 1870 - 1872  | Abelius Noorderbroek                   |                    |                                                  |
| 1872 - 1877  | Pieter Koning (1823-1877)              |                    |                                                  |
| 1877 - 1880  | J.P. de Zwaan                          |                    |                                                  |
| 1880 - 1906  | Bastiaan (B.) Baggerman van Houweninge |                    |                                                  |
| 1906 - 1920  | Jan/Jongejan (J.) Winkel               |                    |                                                  |
| 1920 - 1932  | P. Schoutsen                           |                    |                                                  |
| 1932 - 1944  | P.C.J. Peters                          |                    |                                                  |
| 1945         | J. Meurs                               | NSB                | Aangesteld door Duitse bezetter                  |
| 1945 - 1956  | P.C.J. Peters                          |                    |                                                  |
| 1956 - 1965  | Henk (H.P.B.A.) Letschert              | KVP                |                                                  |
| 1965 - 1971  | Hans (J.G.) Norbart                    | KVP                |                                                  |
| 1971 - 1976  | Jan Willem Bol                         | ARP                |                                                  |
| 1977 - 1984  | Wim (W.S.) Westendorp                  | KVP / CDA          |                                                  |
| 1985 - 1992  | Jos (J.) Feijtel                       | PvdA               |                                                  |
| 1992 - 1993  | Henk (H.J.) de Nijs                    | CDA                | waarnemend                                       |
| 1993 - 2003  | Hans (H.) Smit                         | PvdA               |                                                  |
| 2003 - 2005  | Enno (E.) Neef                         | PvdA               | waarnemend                                       |
| 2005 - 2007  | Roy (K.L.R.) Ho Ten Soeng              | CDA                | waarnemend                                       |
| 2007         | Wim (W.J.) Kozijn                      | PvdA               | waarnemend                                       |
| 2007 - 2011  | Theo (Th.) van Eijk                    | CDA                | vanaf 1 jan. 2011 waarnemend                     |
| 2011 - 2023  | Frank (F.R.) Streng                    | VVD                |                                                  |
| 2022 - 2023  | Dennis (D.D.) Straat                   | VVD                | waarnemend                                       |
| 2023 - heden | Michiel (M.) Pijl                      | CDA                |                                                  |